# روزاريو موريلو
روزاريو موريلو (بالإنجليزية: Rosario Murillo)‏ (22 يونيو 1951، ماناغوا في نيكاراغوا)؛ كاتِبة، سياسية وشاعرة نيكاراغوية.

## الجوائز
- وسام الصداقة الروسي